# Heinrich von Büren (Domherr, † 1376)
Heinrich von Büren (* 1325; † 1376) war Domherr in Münster.

## Leben
Heinrich von Büren entstammte dem Geschlecht der Edelherren von Büren und war der Sohn des Bertold von Büren und dessen Gemahlin Gerburgis von Davensberg. Das Kapitelstatut vom 21. September 1313 wurde von ihm nachträglich gesiegelt, die Kapitelsunion vom 5. März 1345 siegelte er als 24. von 27 Domherren. Am 10. April 1347 findet er als münsterischer Domherr urkundliche Erwähnung. Heinrich war im Besitz der Archidiakonate Nienborg, Neede und Schüttorf. Im September 1373 war er Domsenior und bekleidete das Amt des Vizedechanten. In diesen Ämtern blieb er bis zu seinem Tode.